# Just Another Story
Just Another Story es una canción de la banda británica Jamiroquai. Es la canción de entrada de su segundo disco, The Return of the Space Cowboy. Es la segunda canción más larga después de Revolution 1993. Es la única canción que tiene la palabra "fuck" en las letras. 
Para algunos fanáticos la canción cita un momento en la vida de Jay Kay sin casa y tiene que robar para sobrevivir, lo que conlleva también pelear con pandilleros callejeros, concepto que también se expresa en la canción. Así como también la canción habla sobre un chico que no cree que la adicción a las drogas puede destruirlo, es en este periodo en el que Jay es un asiduo consumidor de marihuana, y otras drogas, que finalmente dejó en 2003.[cita requerida]
El disco The Return of the Space Cowboy no tiene ninguna "Parental Advisory" a pesar de que la canción posee la palabra "fuck".

## Estructura de la canción
La canción dura casi nueve minutos, es una canción algo progresiva. La estructura de la canción es la siguiente:
1. Intro (instrumental)
2. El verso (x2)
3. Final

La introducción de la canción es aproximadamente de dos minutos y puede considerarse la intro de todo el disco. La introducción a veces se ve (pero nunca salió a la venta) como una canción separada.
- Datos: Q6315789